# 네트워킹 하드웨어
네트워킹 하드웨어(Networking hardware), 네트워크 장비 또는 컴퓨터 네트워킹 장치는 컴퓨터 망에서 장치 간의 통신 및 상호 작용에 필요한 전자 장치이다. 특히, 컴퓨터 망에서 데이터 전송을 중재한다. 마지막 수신자이거나 데이터를 생성하는 장치를 호스트, 엔드 시스템 또는 데이터 단말 장치라고 부른다.

## 범위
네트워킹 장치는 다른 네트워크 구성 요소를 상호 연결하는 코어 네트워크 구성 요소, 네트워크의 코어 또는 경계에서 발견될 수 있는 하이브리드 구성 요소, 그리고 일반적으로 서로 다른 네트워크의 연결 지점에 위치하는 하드웨어 또는 소프트웨어 구성 요소로 분류할 수 있는 광범위한 장비를 포함한다.
오늘날 가장 일반적인 유형의 네트워킹 하드웨어 중 하나는 대부분의 최신 컴퓨터 시스템에 표준으로 포함되는 구리 기반 이더넷 어댑터이다. 무선 네트워킹은 특히 휴대용 및 핸드헬드 장치에 대해 점점 더 인기를 얻고 있다.
컴퓨터에 사용되는 다른 네트워킹 하드웨어에는 데이터 센터 장비(파일 서버, 데이터베이스, 스토리지 영역 등), 네트워크 서비스(DNS, DHCP, 전자우편 등), 콘텐츠 전송을 보장하는 장치 등이 포함된다.
더 넓은 관점에서, 휴대 전화, 태블릿 컴퓨터 및 사물인터넷과 관련된 장치도 네트워킹 하드웨어로 간주될 수 있다. 기술이 발전하고 IP 기반 네트워크가 건물 인프라 및 가정 유틸리티에 통합됨에 따라, 네트워크 가능한 엔드포인트의 수가 엄청나게 증가하면서 네트워크 하드웨어는 모호한 용어가 될 것이다.

## 특정 장치
네트워크 하드웨어는 네트워크에서의 위치와 역할에 따라 분류할 수 있다.

### 코어
코어 네트워크 구성 요소는 다른 네트워크 구성 요소를 상호 연결한다.
- 게이트웨이: 전송 속도, 프로토콜, 코드 또는 보안 측정값을 변환하여 네트워크 간의 호환성을 제공하는 인터페이스.[9]
- 라우터: 컴퓨터 망 간에 데이터 패킷을 전달하는 네트워킹 장치. 라우터는 인터넷에서 "트래픽 방향" 기능을 수행한다. 데이터 패킷은 일반적으로 목적지 노드에 도달할 때까지 인터네트워크를 구성하는 네트워크를 통해 하나의 라우터에서 다른 라우터로 전달된다.[10] OSI 계층 3에서 작동한다.[11]
- 네트워크 스위치: 패킷 교환을 사용하여 데이터를 수신, 처리 및 대상 장치로 전달함으로써 컴퓨터 망에서 동일하거나 다른 속도로 장치를 연결하는 다중 포트 장치. 덜 발전된 네트워크 허브와 달리 네트워크 스위치는 데이터를 필요로 하는 하나 이상의 장치로만 데이터를 전달하며, 각 포트에서 동일한 데이터를 브로드캐스팅하지 않는다.[12] OSI 계층 2에서 작동한다.
- 네트워크 브리지: 여러 네트워크 세그먼트를 연결하는 장치. OSI 계층 1과 2에서 작동한다.[13]
- 중계기: 신호를 수신하여 더 높은 레벨 또는 더 높은 전력으로, 또는 장애물의 반대편으로 재전송하여 신호가 더 긴 거리를 커버할 수 있도록 하는 전자 장치.[14]
- 리피터 허브: 여러 이더넷 장치를 동일한 속도로 연결하여 단일 네트워크 세그먼트로 작동하게 한다. 여러 입출력(I/O) 포트를 가지고 있으며, 어떤 포트의 입력에 들어온 신호는 원래의 입력 포트를 제외한 모든 포트의 출력에 나타난다.[1] 허브는 물리 계층(계층 1)에서 작동하며[15] 모든 장치는 단일 콜리전 도메인(collision domain)을 형성한다. 리피터 허브는 충돌 감지에도 참여하여 충돌을 감지하면 모든 포트에 잼 시그널(jam signal)을 전달한다. 허브는 현재는 구식 설치 또는 특수 응용 프로그램을 제외하고는 대부분 네트워크 스위치로 대체되어 거의 사용되지 않는다.
- 무선 액세스 포인트
- 통합 배선

### 하이브리드
하이브리드 구성 요소는 네트워크의 코어 또는 경계에서 발견될 수 있다.
- 멀티레이어 스위치: OSI 계층 2에서의 스위칭 외에도 더 높은 프로토콜 계층에서 기능을 제공하는 스위치.
- 프로토콜 변환기: 상호 운용성을 위해 두 가지 다른 유형의 전송 간에 변환하는 하드웨어 장치.[16]
- 브릿지 라우터(brouter): 브리지와 라우터 역할을 모두 하는 장치. 브라우터는 알려진 프로토콜에 대한 패킷을 라우팅하고, 브리지처럼 다른 모든 패킷을 단순히 전달한다.[17]

### 경계
일반적으로 서로 다른 네트워크(예: 내부 네트워크와 외부 네트워크 간)의 연결 지점에 위치하는 하드웨어 또는 소프트웨어 구성 요소는 다음과 같다.
- 프록시 서버: 클라이언트가 다른 네트워크 서비스에 간접적으로 네트워크 연결을 할 수 있도록 하는 컴퓨터 네트워크 서비스.[18]
- 방화벽: 네트워크 정책에 의해 금지된 일부 통신을 방지하기 위해 네트워크에 설치되는 하드웨어 또는 소프트웨어.[19] 방화벽은 일반적으로 신뢰할 수 있고 안전한 내부 네트워크와 안전하거나 신뢰할 수 없는 것으로 간주되는 인터넷과 같은 다른 외부 네트워크 사이에 장벽을 설정한다.[20]
- 네트워크 주소 변환 (NAT): 내부 네트워크 주소를 외부 네트워크 주소로, 또는 그 반대로 변환하는 네트워크 서비스(하드웨어 또는 소프트웨어로 제공됨).[21]
- 가정용 게이트웨이: 인터넷 서비스 제공자에 대한 WAN 연결과 홈 네트워킹 간의 인터페이스.
- 터미널 서버: 직렬 포트가 있는 장치를 로컬 영역 네트워크에 연결한다.

### 최종 스테이션
네트워크 또는 다이얼업 연결을 구축하는 데 사용되는 다른 하드웨어 장치는 다음과 같다.
- 네트워크 인터페이스 컨트롤러 (NIC): 컴퓨터를 컴퓨터 망에 연결하는 장치.[22]
- 무선 네트워크 인터페이스 컨트롤러: 연결된 컴퓨터를 무선 기반 컴퓨터 망에 연결하는 장치.[23]
- 모뎀: 아날로그 "캐리어" 신호(소리 등)를 변조하여 디지털 정보를 인코딩하고, 이러한 캐리어 신호를 복조하여 전송된 정보를 디코딩하는 장치. (예: 전화 네트워크를 통해 컴퓨터가 다른 컴퓨터와 통신할 때 사용).[24]
- ISDN 터미널 어댑터 (TA): ISDN을 위한 전문 게이트웨이.[25]
- 라인 드라이버: 신호를 증폭하여 전송 거리를 늘리는 장치; 베이스밴드 네트워크에서만 사용된다.[26]

## 같이 보기
- 컴퓨터 하드웨어
- 데이터 회선 종단 장치
- 네트워크 시뮬레이션
- 노드 (네트워크)
- 전기 통신 장비